# Aislinge Meic Chon Glinne
Aislinge Meic Chon Glinne ['aʃlʴiŋʴe vikʴ xon 'gʴlʴiNʴe] („Der Traum des Mac Con Glinne“) ist der Name eines irischen Schwankes, der vermutlich im 11. Jahrhundert von einem anonymen Autoren verfasst wurde. Er ist in zwei Manuskripten aus dem 12. Jahrhundert in unterschiedlichen Längen überliefert.

## Inhalt
Der wandernde Gelehrte Aniar Mac Con Glinne aus Armagh gerät auf seiner Reise durch Irland im 8. Jahrhundert mit dem Abt des Klosters Cork in Streit. Da er angeblich die Kirche verspottet haben soll, wird er zum Tode verurteilt. Es gelingt ihm aber, zweimal durch seine Geistesgegenwart der Hinrichtung zu entgehen, bis er sich an den Hof des Königs von Munster retten kann. Diesen befreit er durch eine List vom Dämon der Fresssucht, worauf er begnadigt wird.
Die Erzählung ist eine schwankhafte Parodie auf das mittelalterliche irische Klosterleben und auf die volkstümlichen traditionellen Erzählformen von aisling (Vision im Traum, Traumgesicht) und immram („das Rudern“, Seefahrt, Seereise zu mythischen Inseln). Sie wird als „the best major work of parody“ der irischen Literatur bezeichnet.